# Timeo
Timeo (en griego antiguo: Τίμαιος Λοκρός, en latín: Timaeus Locrus) (Locros, Magna Grecia (Italia); siglo V a. C.) es el protagonista del diálogo Timeo, escrito por Platón. Se discute si Timeo fue un personaje histórico real o un personaje de ficción inventado por Platón.
El diálogo de Platón lo presenta como un personaje de edad avanzada que había ocupado importantes cargos políticos. No obstante, la razón de su presencia en el diálogo eran sus conocimientos en astronomía y en la naturaleza del universo. 
Se le atribuyó un libro titulado Sobre la naturaleza del mundo y del alma, que la historiografía actual asigna a un Pseudo-Timeo.